# Diegodendron
Diegodendron je monotipski biljni rod koji je nekada klasificiran vlastitoj porodici Diegodendraceae, a danas u orelanovke (Bixaceae). Jedini predstavnik je D. humbertii
Zimzeleno drvo, endem, raste na visinama do 500 metara na krajnjem sjeveru Madagaskara.